# Young-Laplace-Gleichung
Die Young-Laplace-Gleichung (nach Thomas Young und Pierre-Simon Laplace, die sie unabhängig voneinander 1805 herleiteten) beschreibt den Zusammenhang zwischen der Oberflächenspannung, dem Druck und der Oberflächenkrümmung einer Flüssigkeit. In der Physiologie ist sie als Laplace-Gesetz bekannt und wird dort allgemeiner zur Beschreibung von Drücken in Hohlorganen verwendet, unabhängig davon, ob die Kraft an der Grenzfläche von einer Oberflächenspannung herrührt.

## Tropfen
In einem kugelförmigen Tropfen des Radius {\displaystyle r}, beispielsweise einem kleinen Wassertropfen oder einer Gasblase in einer Flüssigkeit, herrscht aufgrund der Oberflächenspannung {\displaystyle \gamma } an der Grenzfläche Flüssigkeit/Gas ein um {\displaystyle \Delta p} erhöhter Druck:
{\displaystyle \Delta p=p_{\text{innen}}-p_{\text{aussen}}={\frac {2\cdot \gamma }{r}}}
Der Druck innerhalb des Tropfens wird also umso größer, je kleiner der Kugelradius ist.
Die dadurch hervorgerufene nach außen gerichtete Kraft wirkt somit der Oberflächenspannung entgegen.
Verkleinert man den Radius so weit, dass er sich der Größenordnung von Moleküldurchmessern annähert, wird auch die Oberflächenspannung vom Radius abhängig, sodass diese einfache Gleichung nicht mehr gilt.

## Beliebig gekrümmte Fläche
Wenn es sich nicht um eine Kugel handelt, sondern um eine beliebig gekrümmte Fläche, so lautet die Gleichung:
{\displaystyle \Delta p=\gamma \left({\frac {1}{r_{1}}}+{\frac {1}{r_{2}}}\right)}
Dabei sind {\displaystyle r_{1}} und {\displaystyle r_{2}} die beiden Hauptkrümmungsradien an dem entsprechenden Punkt der Fläche.

## Seifenblase
Für den Druck im Inneren einer Seifenblase ist die Druckdifferenz doppelt so groß, weil die Seifenhaut zwei Oberflächen Gasphase/Flüssigkeit hat.
- Kugelförmige Blasen:

{\displaystyle \Delta p={\frac {4\cdot \gamma }{r}}}
- Nicht kugelsymmetrische Körper:

{\displaystyle \Delta p=2\gamma \left({\frac {1}{r_{1}}}+{\frac {1}{r_{2}}}\right)}

### Mehrere Blasen
Wenn sich mehrere Seifenblasen ineinander geschachtelt befinden, muss man jeweils die Summe der Drückbeiträge aller Seifenblasen addieren, die sich auf dem Weg von ganz außen zum betrachteten Hohlraum befinden.
Dies gilt auch, wenn Blasen aneinanderkleben, wie in Blasenketten, -lagen oder einem Schaumpaket. Im einfachsten Fall kleben 2 identisch große Blasen aneinander: Die sind kugelig, die Trennwand ist plan. Sind die 2 beteiligten Blasen unterschiedlich groß, haben sie dem Kehrwert ihrer Radien entsprechend unterschiedliche Innendrucke, die Trennwand wölbt sich unter der Druckdifferenz – geringer, also mit größerem Radius. Legt sich eine recht kleine Blase an eine vergleichsweise viel größere, so wird der Druck in der größeren vernachlässigbar klein und die Trennwand wird die Kugelform der kleinen Blase ziemlich genau ergänzen. Schaumpakete aus gleich großen Blasen tendieren in ihrem Inneren dazu, plane Facetten als Trennwände zu haben, die Kammern werden also Polyeder sein. Da diese Blasen wie Moleküle eines Kristallgitters ähnlich einer dichten Kugelpackung einrasten, entwickelt Schaum eine gewisse Steife gegen die Blasenanordnung verschiebende Verformung.

## Herleitung
Für die Oberfläche {\displaystyle A} einer Kugel gilt
{\displaystyle A=4\pi r^{2}},
für das Volumen
{\displaystyle V={\frac {4}{3}}\pi r^{3}}.
Bei einer kleinen Änderung des Radius um {\displaystyle \mathrm {d} r} sind die Änderungen der Oberfläche
{\displaystyle \mathrm {d} A=8\pi r\mathrm {d} r}
und des Volumens
{\displaystyle \mathrm {d} V=4\pi r^{2}\mathrm {d} r}.
Die Arbeit, die zur Veränderung der Oberfläche benötigt wird, ist damit
{\displaystyle \mathrm {d} W=\gamma \mathrm {d} A=\gamma \cdot 8\pi r\mathrm {d} r},
die zur Änderung des Volumens
{\displaystyle \mathrm {d} W=p\mathrm {d} V=p\cdot 4\pi r^{2}\mathrm {d} r}.
Man erhält die oben angegebene Formel, wenn die beiden Arbeitsbeiträge gleichgesetzt werden.

## Physiologische Anwendungen

### Lungenbläschen
Die Lungenbläschen (Alveolen) sind auf ihrer Innenseite mit einem Flüssigkeitsfilm bedeckt, der nach dem Laplace-Gesetz einen Überdruck des alveolären Gasgemisches gegenüber der Alveolarwand erzeugt. Die Alveolen sind untereinander über das Bronchialsystem verbunden; wenn bei Ausatmung die Alveolen an Radius verlieren, wäre zu erwarten, dass die Druckdifferenz an der Alveolarwand in den kleineren Alveolen stärker zunimmt als in den größeren: Es käme zur Atelektase – die kleinen Alveolen kollabierten, indem sie sich in die größeren entleerten. Damit dies nicht eintritt, enthält der Flüssigkeitsfilm Surfactant, der die Druckdifferenzen konstant hält, indem er die Oberflächenspannung umso mehr herabsetzt, je weniger die Alveolen gedehnt sind.
Der Zug, den der Flüssigkeitsfilm auf die Alveolarwände ausübt, erklärt neben den elastischen Fasern das Bestreben der Lunge, sich zusammenzuziehen. Der Surfactant senkt insofern den elastischen Atmungswiderstand (= erhöht die Compliance der Lunge) und verringert so die inspiratorische Atemarbeit.
Wenn Frühgeborene noch nicht genug Surfactant produzieren, führen die unerwünschten Konsequenzen des Laplace-Gesetzes zum Atemnotsyndrom des Neugeborenen.

### Aneurysmen
Das Wachstum von Aneurysmen kann ebenfalls über das Laplace-Gesetz erklärt werden: Bei gleich bleibendem Blutdruck steigt mit größer werdendem Radius die Spannung der Gefäßwand. Da die größere Spannung zu weiterer Dehnung führt, ergibt sich ein Circulus vitiosus, der in das Reißen der Gefäßwand mit lebensbedrohlicher Blutung münden kann.

### Herz
Zum Verständnis des Zusammenhangs zwischen Anspannung des Herzmuskels und Druck im Ventrikel ist es hilfreich, sich das Herz als Kugel mit dem Radius {\displaystyle r} vorzustellen. Teilt man die Kugel gedanklich in zwei Hälften und betrachtet die Kräfte senkrecht zu dieser Ebene, ergibt sich für das Kräftegleichgewicht zwischen komprimierender Muskelkraft und sprengender Druckkraft die Gleichung
{\displaystyle {\begin{aligned}F_{\text{Muskel}}&=F_{\text{Druck}}\\A_{\text{Muskel}}\cdot K&=A_{\text{Lumen}}\cdot p\\2\pi r\cdot d\cdot K&=\pi r^{2}\cdot p\end{aligned}}},
in der {\displaystyle K} für die Muskelspannung (Kraft pro Querschnitt) und {\displaystyle d} für die Muskeldicke steht; die Dicke wird als klein gegenüber dem Radius angenommen. Umstellen nach dem Druck ergibt eine Darstellung des Laplace-Gesetzes, in der die Oberflächenspannung durch das Produkt von Muskelspannung und -dicke ersetzt ist:
{\displaystyle p={\frac {2\cdot d\cdot K}{r}}}
Damit erklärt sich, warum in der Druckkurve des Ventrikels die höchsten Werte erst dann gemessen werden, wenn das Myokard schon recht kontrahiert ist und die Muskelaktivität ihr Maximum längst überschritten hat: Bei hoher Muskeldicke und niedrigem Radius genügt eine niedrigere Muskelspannung. Im umgekehrten Fall, wenn das Herz durch Füllung stark gedehnt wird, muss es mit einer kräftigen Kontraktion reagieren, bei der das überschüssige Volumen mit erhöhtem Druck ausgeworfen wird. Die Dehnung senkt aber den Muskeldurchmesser und vergrößert den Radius des Herzens, sodass sich bei gleicher Muskelspannung der nötige Druck nicht erzeugen ließe. Die Lösung dieses Problems besteht im Frank-Starling-Mechanismus: Die Dehnung des Herzmuskels lässt den kontraktilen Apparat empfindlicher für Calcium werden, sodass die notwendige Kraft aufgebracht wird.
Bei der Herzinsuffizienz stellt die Dehnung des Herzmuskels unter Ausnutzung des Frank-Starling-Mechanismus einen Kompensationsmechanismus dar, der jedoch langfristig den Herzmuskel schädigt und so zu einer fortschreitenden Dilatation führt. Auch bei der dilatativen Kardiomyopathie können die ungünstigen Folgen des Laplace-Gesetzes immer weniger ausgeglichen werden.